# Alvará judicial
No direito processual civil brasileiro pedido de alvará judicial é cabível quando o requerente, ou requerentes, necessitarem que o juiz intervenha em uma situação, eminentemente privada, com escopo de autorizar a prática de um ato.

## Cabimento
Os casos mais comuns para os pedidos de alvará judicial são:
- Para autorização para levantamento do FGTS e PIS de pessoa falecida, tornando desnecessária a inclusão do pedido em inventário, conforme disposto na Lei 6.858/1980.
- Também de pequenas quantias em conta corrente, caderneta de poupança, de pessoas falecidas que não deixaram outros bens.
- Autorização para venda de imóveis pertencentes a incapazes (menores e interditados).
- Autorização para retirar dinheiro de menores em contas bancárias.

Outros casos em que este procedimento é cabível (de acordo com a lei, a doutrina e jurisprudência: incidente em inventário para retirada de valores necessários à administração do espólio, liberação de venda de imóveis para menores.

## Procedimento
O procedimento para o pedido de Alvará Judicial é previsto na chamada jurisdição voluntária, nos termos dos artigos 719 e seguintes do Código de Processo Civil, pelo fato de não haver, nestes processos, um litígio.
É um procedimento bastante simplificado, que se inicia com um requerimento inicial, seguindo-se um parecer do Ministério Público e, finalmente, uma Sentença.